# Alejandro Navamuel
Alejandro Navamuel Aparicio (Santander, Cantabria, 29 de agosto de 1973) es un actor español.

## Trayectoria
Tras su paso por la escuela del Palacio de Festivales de Cantabria, decidió convertirse en actor, licenciándose en la Real Escuela Superior de Arte Dramático. Abandonó su ciudad y se instaló en Madrid, donde añoraba la presencia del mar hasta el extremo de tener que visitar El Retiro diariamente para ver un poco de agua junta al tiempo que compaginaba sus estudios.
Obtuvo sus primeras oportunidades con la adaptación de William Shakespeare de “Cuento de invierno” (1992). En 1996 consiguió un papel en la obra teatral “Tartufo” (Molière), adaptada por Fernando Fernán Gómez, y donde conoció al actor José Luis Pellicena. Tras dos años de gira con esa obra, Alejandro Navamuel empezó a conseguir papeles más destacados en piezas reconocidas internacionalmente como "Las mujeres sabias" (Molière). En alguna de ellas como "Dulce pájaro de juventud" (basada en la pieza de Tennessee Williams) ejercía de ayudante de dirección, en la que tuvo como compañeros a intérpretes como Nathalie Poza, Lola Cordón, Pep Munée, Analia Gadé, Luisa Fernanda Gaona, Francisco Lahoz o Francisco Piquer. A estas se sumaron títulos en los que no participó como actor como " Casa con dos puertas, mala es de guardar" (2002), adaptación de Calderón de la Barca a cargo de Adolfo Marsillach, con un reparto que comprendía nombres como Juan Carlos Naya, Antonio Mayans, María Felices o María José Goyanes.
En televisión realizó algunas intervenciones en series como "Al salir de clase", "Esencia de poder", "Compañeros", "Policías, en el corazón de la calle" y "7 vidas", donde encarnó a Jaime, el joven novio de Montse (Gloria Muñoz), madre de Álex (Pau Durá), el hermanastro del protagonista de la serie en esa temporada (Paco: Javier Cámara). Dentro del formato televisivo, el actor colaboró en programas como Lo tuyo es puro teatro o la Gala de Fin de año 2000. Mientras tanto proseguía su carrera teatral con títulos como "Martillo" (2000) y "Frank V" (2000), ambas bajo la dirección de Yolanda Porras.
En 2003 el actor para ampliar su formación formó parte de la Compañía Jesús Estruch, que pretendía emular a la británica Shakespeare Royal Company, sin la holgura de medios de esta y con un mercado más limitado. Durante su estancia allí trabajó en la obra "El hechizado por fuerza" (Antonio Zamora). En una entrevista que concedió para un reportaje sobre la compañía, Navamuel se quejó de la falta de la financiación y de las dificultades para obtener salas independientes: al final pones tú el dinero, sentenció. Al final, la obra se estrenó en Almagro.
Debido a su experiencia con el teatro clásico, el Centro Dramático Nacional le encomendó la misión de ser el ayudante de dirección de la obra "Don Juan Tenorio" entre finales de 2003 y 2004, labor que compaginó con su trabajo en "Historia de una escalera" (Antonio Buero Vallejo). En noviembre de ese mismo año desempeñó otra vez la labor de ayudante de dirección de la obra "La casa de los seis balcones", adaptación de Alejandro Casona que marca el inicio de su colaboración con Ángel Fernández Montesinos, y el reencuentro con Vicente Camacho con el que había coincidido en "El hechizado por fuerza".
A finales de 2004 -año que realizó un curso de clown para la Real Escuela Superior de Arte Dramático- incrementó su popularidad cuando Eloy Azorín cayó enfermo durante una gira de "El retrato de Dorian Gray" -basada en la novela de Oscar Wilde y adaptada por Fernando Savater-, y la directora María Ruiz se vio obligada a buscar un sustituto, encontrándolo en Alejandro Navamuel, quien dejó la obra que estaba representando, "Kraft, ni contigo ni sin ti", de Blanca del Barrio y Anne Roumanoff. En esta última el actor interpretaba a Andrés, un joven que en palabras de las autoras caracterizado por "un andar inclinado al borde del abismo para comprobar si el vacío existe o si la gravitación universal tiene efectos sobre ellos". En agosto de ese año se emitió su participación el docudrama Lo que me contaron los muertos; programa que recreaba asesinatos célebres ocurridos entre la década de los ochenta y principios de los noventa.
El actor recibió después de esa fecha la oferta de interpretar a Dorian Gray en una adaptación realizada por Fernando Savater. Tras quince días de preparación el actor se sumó al elenco estrenando en enero de 2005, "El retrato de Dorian Gray" se estrenó en Madrid, en el Centro Cultural de la Villa. Alejandro se turnaba con Mariano Alameda para encarnar al papel principal: un hombre envanecido de su belleza, insensible al dolor de los demás, egoísta, capaz de coleccionarse a sí mismo durante años, pero que teme mirar su propia imagen en un retrato que, en sus palabras, actúa como un fiscal.
La directora de casting Elena Arnao acudió a una de las representaciones en las cuales Navamuel era el encargado de dar vida al personaje que daba nombre a la función. Entonces decidió incorporar al joven actor en el elenco de la serie "Cuéntame cómo pasó", en la que interpretaría a Alejandro, un hombre acomodado -pero con un fondo progresista-, que al enterarse del romance de su mujer (Marta: Ana Allen) con el periodista Toni Alcántara (Pablo Rivero) facilitaba a ambos las cosas aun a costa de quedar herido emocionalmente. Compaginaría a partir de entonces su trabajo en la serie con una nueva obra, "El Conde de Sex", en la que interpretó al Conde de Alarcón. Álex Tormo y Óscar Hernández fueron alguno de sus compañeros de reparto.
En 2006 secundó en el teatro a Concha Velasco y Héctor Colomé en "Filomena Marturano", en la que colaboró de ayudante de dirección e interpretó a Ricardo, un joven sastre mujeriego hijo de Filomena, que al enterarse de la identidad de su madre reaccionaba asustado para, al final, asistir emocionado al enlace entre esta y el hombre de su vida junto a sus hermanos; papeles defendidos respectivamente por Vicente Camacho y Daniel Huarte. El día 7 y 8 de enero escenificaron la obra precisamente en el Palacio de Festivales de Santander, lugar donde Alejandro Navamuel inició su formación como actor. El 12 de febrero la compañía llegó a Cuenca. Unos días después la obra se estrenaría en Salamanca. El 2 de marzo Alejandro aterrizó junto a sus compañeros de reparto en Las Palmas de Gran Canaria. Al concluir sus funciones en el Teatro de la Plaza Santa Catalina, la tourné se desplazó al levante valenciano y a Valladolid. En plena gira unió su nombre a las firmas a la de sus compañeros de reparto contra la demolición del madrileño Teatro Albéniz, donde había representado "Dulce pájaro de juventud". En esos meses así mismo participó en lectura dramatizada de "Palmeras al sur", promocionada por la Unión de Actores.
Finalizó el año compaginando su doble trabajo en "Filomena Marturano" con la gira de "La escalera", función protagonizada por Pellicena y Julio Gavilanes, en torno a una pareja de homosexuales a punto de deshacerse por la inmediata detención de uno de sus miembros; pero que al final dejaban translucir su amor tras hacer pública verdades tapadas durante años. Navamuel se responsabilizó otra vez del puesto de ayudante de dirección.
En 2007 "Filomena Marturano" llegó a Madrid, estrenándose en La Latina, mientras en el Centro Cultural de la Villa se representaba "La duda" -donde trabajaba de ayudante de dirección- adaptación de "El abuelo" (Benito Pérez Galdós) protagonizada por Nati Mistral; en la que la actriz encarnaba a una mujer que desenmascaraba como Filomena y los protagonistas de "La escalera" una mentira; un acto que ayudaría a la construcción de un mundo basado en las relaciones fraternales.
En verano filmó un episodio de Herederos y unos capítulos para Arrayán, donde interpretó a Antonio Rivas, un ganadero viudo -de 45 años- con tres hijos a su cargo y que planeaba casarse con Rocío Morales (Eva Pedraza). Ambos personajes -cuyas intervenciones se emitieron a finales de septiembre y principios de octubre- serían los protagonistas del spin off de Arrayán, Rocío, casi madre -estrenado el 10 de octubre de 2007- y que se centraría en el conflicto de la pareja al tener que decidir si vender sus tierras en un pequeño pueblo e irse a la ciudad; o renunciar a la vida en esta; provocando al menos en uno de los dos personajes un cambio en su forma de vida hasta el momento. El personaje desapareció en un accidente aéreo en el primer episodio hasta reaparecer más adelante, tras pasar una convalencia en el hospital durante la cual recibía noticias de diversa índole que afectaban a sus hijos Cecilia (Lara Cobos), Miguel (Alejandro Albarracín), o a su amigo Ángel (Alexandro Valeiras).
En teatro, el actor retomó la gira de Filomena Marturano, con el elenco renovado tras la marcha de Daniel Huarte, al que sustituyó Rafael Esteban. El 2 de marzo de 2008 la función abrió por última vez el telón en Santiago de Compostela.

## Formación
- Licenciado en la Real Escuela Superior de Arte Dramático.
- Curso de Clown en la Real Escuela Superior de Arte Dramático (2004).
- Curso de Adaptación Pegadógica (CAP).

## Obras de teatro

### Actor
| Año        | Obra de teatro              | Director                       | Autor de la pieza                  | Personaje        |
| 1998/1999  | Tartufo                     | Alfonso Zurro                  | Molière                            | Valerio          |
| 2000       | Las mujeres sabias          | Alfonso Zurro                  | Molière                            | Clitandro        |
| 2000       | Frank V                     | Yolanda Porras                 | Friedrich Dürrenmatt               |                  |
| 2000       | Martillo                    | Yolanda Porras                 | Rodrigo García                     |                  |
| 2001/2002  | Dulce pájaro de juventud    | Alfonso Zurro                  | Tennessee Williams                 | Hombre           |
| 2003       | El hechizado por fuerza     | Rafael Cea                     | Antonio Zamora                     | Enamorado        |
| 2004       | Historia de una escalera    | Juan Carlos Pérez de la Fuente | Antonio Buero Vallejo              |                  |
| 2004/2005  | Kraft, ni contigo ni sin ti | Blanca del Barrio              | Blanca del Barrio y Anne Roumanoff | Andrés           |
| 2005       | El retrato de Dorian Gray   | María Ruiz                     | Oscar Wilde                        | Dorian Gray      |
| 2005       | El Conde de Sex             | Nacho Sevilla                  | Pedro Calderón de la Barca         | Conde de Alarcón |
| 2006/ 2008 | Filomena Marturano          | Ángel Fernández Montesinos     | Eduardo de Filippo                 | Ricardo          |

### Ayudante de dirección
| Año         | Obra de teatro                           | Director                   | Autor de la pieza          |
| ----------- | ---------------------------------------- | -------------------------- | -------------------------- |
| (2001)      | Dulce pájaro de juventud                 | Alfonso Zurro              | Tennessee Williams         |
| (2002)      | Casa con dos puertas, mala es de guardar | Alfonso Zurro              | Pedro Calderón de la Barca |
| (2003)      | La casa de los siete balcones            | Ángel Fernández Montesinos | Alejandro Casona           |
| (2003)      | Don Juan Tenorio                         | Ángel Fernández Montesinos | José Zorrilla              |
| (2004-2006) | La escalera                              | Ángel Fernández Montesinos | Charles Dyer               |
| (2006-2007) | Filomena Marturano                       | Ángel Fernández Montesinos | Eduardo de Filippo         |
| (2007)      | La duda                                  | Ángel Fernández Montesinos | Benito Pérez Galdós        |

### Lecturas dramatizadas
- Un corte a su medida, de Javier García Teba con Manuel Galiana y Alejandro Tous (2014). Personaje: Cliente.
- Palmeras al sur (2006).

## Televisión
Actor
| Año  | Serie                               | Temporada.Capítulo         | Personaje      |
| ---- | ----------------------------------- | -------------------------- | -------------- |
|      | Al salir de clase                   |                            |                |
|      | Periodistas                         |                            |                |
| 2001 | Esencia de poder                    |                            |                |
| 2001 | Compañeros                          | 8.                         |                |
| 2001 | 7 vidas                             | 7.5                        | Jaime          |
|      | Policías, en el corazón de la calle |                            |                |
| 2004 | Lo que me contaron los muertos      |                            |                |
| 2005 | Cuéntame cómo pasó                  | 7.7, 7.9, 7.15             | Alejandro      |
| 2007 | Herederos                           | 1.1                        |                |
| 2007 | Arrayán                             | 1 de octubre-10 de octubre | Antonio Rivas  |
| 2007 | Rocío, casi madre                   | Protagonista fijo          | Antonio Rivas  |
| 2016 | Amar es para siempre                | Personaje recurrente       | Jorge Cisneros |

Colaborador
| Año  | Programa               | Cometido |
| ---- | ---------------------- | -------- |
|      | Lo tuyo es puro teatro |          |
| 2000 | Con la primera al 2001 |          |